# إيلينا بنعروش
إيلينا بنعروش (بالإسبانية: Elena Benarroch)‏ من مواليد 20 أبريل 1955 في طنجة بالمغرب، وهي مصممة أزياء من عائلة يهودية مغربية سفارديمية ,هاجرت إلى إسبانيا و افتتحت متجرا لبيع الفرو في مدريد عام 1979 وفازت بالعديد من الجوائز في إسبانيا.

## أسرتها

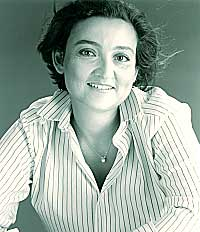
Elena_Benarroch

الأب : Jacobo Benarroch Benatar
الأم : Clara Israel
الزوج/الزوجة: Adolfo Barnatán
الأولاد: Yael Barnatán

## روابط خارجية
- إيلينا بنعروش على موقع IMDb (الإنجليزية)